# Huansu S7

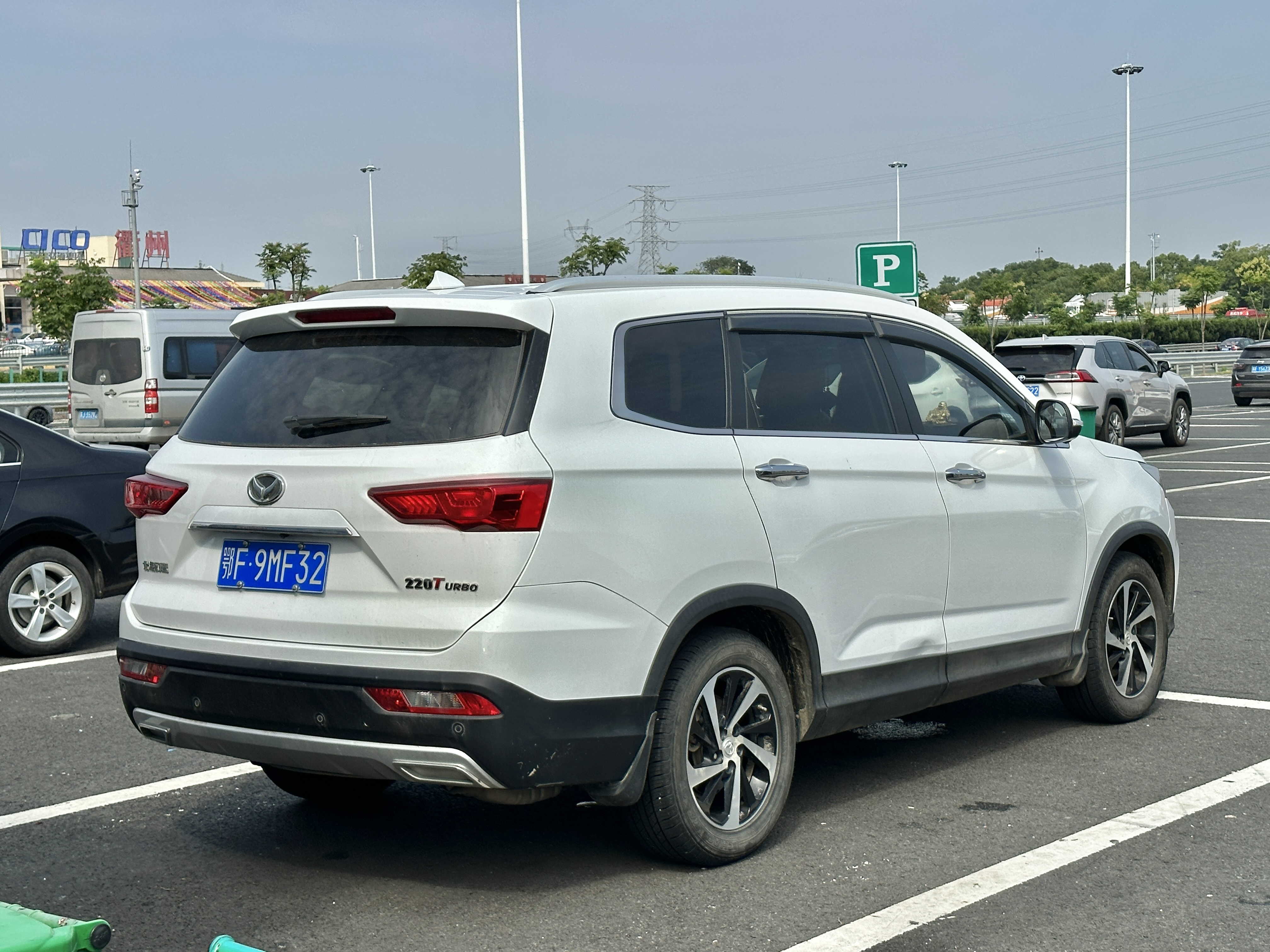
Вид сзади

Huansu S7 — семиместный среднеразмерный кроссовер, выпускавшийся суббрендом Huansu компаний BAIC Motor и Yinxiang Group.

## Описание
Huansu S7, как и Huansu S5, основан на той же платформе, что и Senova X55. Продажи автомобилей Huansu S7 начались в 4 квартале 2017 года. Ценовой диапазон варьировался от 78800 до 115800 юаней.
Huansu S7 оснащён 1,5-литровым четырёхцилиндровым бензиновым двигателем с турбонаддувом мощностью 150 л. с. Коробка передач — пятиступенчатая механическая или бесступенчатая.

### Huansu S7L
Huansu S7L, запущенный в производство в апреле 2018 года, оснащён 2,0-литровым турбодвигателем и имеет переработанную переднюю часть.